# Cake (serie televisiva)
Cake è una serie televisiva statunitense del 2019.
La serie viene trasmessa negli Stati Uniti su FXX dal 25 settembre 2019 al 9 dicembre 2021, per un totale di 47 episodi ripartiti su cinque stagioni.

## Genere e struttura
Gli episodi della serie sono composti da più segmenti brevi, sia live action che animati. Inoltre contengono delle miniserie ricorrenti della durata della stagione con vari altri cortometraggi che riempiono il tempo rimanente.
I cortometraggi della serie includono Oh Jerome, No, Quarter Life Poetry, Drifters, Two Pink Doors, Shark Lords e Walt.

## Puntate
| Stagione         | Puntate | Prima TV USA | Prima TV Italia |
| ---------------- | ------- | ------------ | --------------- |
| Prima stagione   | 8       | 2019         | inedita         |
| Seconda stagione | 10      | 2020         | inedita         |
| Terza stagione   | 10      | 2020         | inedita         |
| Speciali         | 8       | 2020         | inediti         |
| Quarta stagione  | 9       | 2021         | inedita         |
| Quinta stagione  | 10      | 2021         | inedita         |

## Distribuzione

### Trasmissione internazionale
- 25 settembre 2019 negli Stati Uniti su FXX;[1]
- 22 febbraio 2021 in Canada su Star;[3]
- 31 agosto 2021 in America Latina su Star+.[4]